# イーゴリ・ロジオノフ

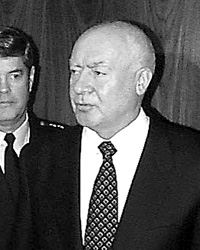
イーゴリ・ロジオノフ

イーゴリ・ニコラエヴィチ・ロジオノフ（И́горь Никола́евич Родио́нов, Igor Nikolayevich Rodionov, 1936年12月1日 - 2014年12月19日）は、ソビエト連邦およびロシアの軍人、政治家。ロシア連邦二代国防相、ロシア連邦議会下院国家会議副議長などを歴任。上級大将。
1936年12月1日、ペンザ州セルドブスキー地区クラキノ村に生まれる。軍人を志し、1954年、オリョール軍事戦車学校で学び、1957年に卒業後、東独駐留ソ連軍に配属され、戦車小隊長として勤務した。1964年、モスクワ軍管区学校を修了し、戦車大隊副大隊長に任命。1970年、装甲戦車兵アカデミーを金メダルで卒業。
1970年、第24自動車化狙撃師団（別名「鉄師団」）に配属され、1972年、第274連隊長に任命。1974年から副師団長。1975年、沿カルパチア軍管区の第17自動車化狙撃師団長に任命。同年、第24師団長に任命。第24師団長時代、師団は十月革命勲章を受章した。
1978年、ソ連軍参謀本部軍事アカデミーで学び、1980年に優秀で卒業。チェコスロバキア駐留軍第28軍団長、極東軍管区第5軍司令官などを経て、1985年、トルケスタン軍管区第40軍司令官として、アフガニスタン戦争に参加する。1986年、アフガニスタンから帰還し、モスクワ軍管区第一副司令官、1988年、ザカフカーズ軍管区司令官を歴任する。1989年～1996年、参謀本部軍事アカデミー校長。
アフガニスタン戦争でアレクサンドル・レーベジと強い関係ができ、レーベジの推薦で1996年7月にロシア連邦国防相に就任した。同月、新設のロシア安全保障会議議員に就任し、8月には常任議員として承認された。10月、上級大将に昇進。1996年12月に定年で軍を退役するも、国防相を留任。
1997年5月22日国防相を解任。同年6月安全保障会議常任議員を解任された。同年に当時下院国防委員会委員長だったレフ・ロフリン中将とロシア連邦共産党のヴィクトル・イリュキン下院議員によって結成された軍・国防産業・軍事科学支援運動に参加しており、旧ソ連時代の退役軍人や保守派を集めたこの団体はボリス・エリツィン政権の打倒とロフリンを担いでロシアでの軍事クーデター政権の樹立を画策していたともされる。

## パーソナル
赤旗勲章、赤星勲章、二等及び三等「ソ連軍における祖国への奉仕に対する」勲章を受章。
1994年5月から「鉄師団クラブ」会長。1998年からロシア軍人労働組合中央委員会議長。